# Biesiekierz
Biesiekierz  (deutsch Biziker, früher Bitzicker) ist eine Ortschaft in der polnischen Woiwodschaft Westpommern. Sie ist Sitz der nach ihr benannten Gmina Biesiekierz (Gemeinde Biziker) und gehört mit dieser zum Powiat Koszaliński (Kösliner Kreis).

## Geographische Lage
Die Ortschaft liegt in Hinterpommern, etwa zwölf Kilometer südwestlich der Stadtgrenze von Koszalin (Köslin).

## Geschichte

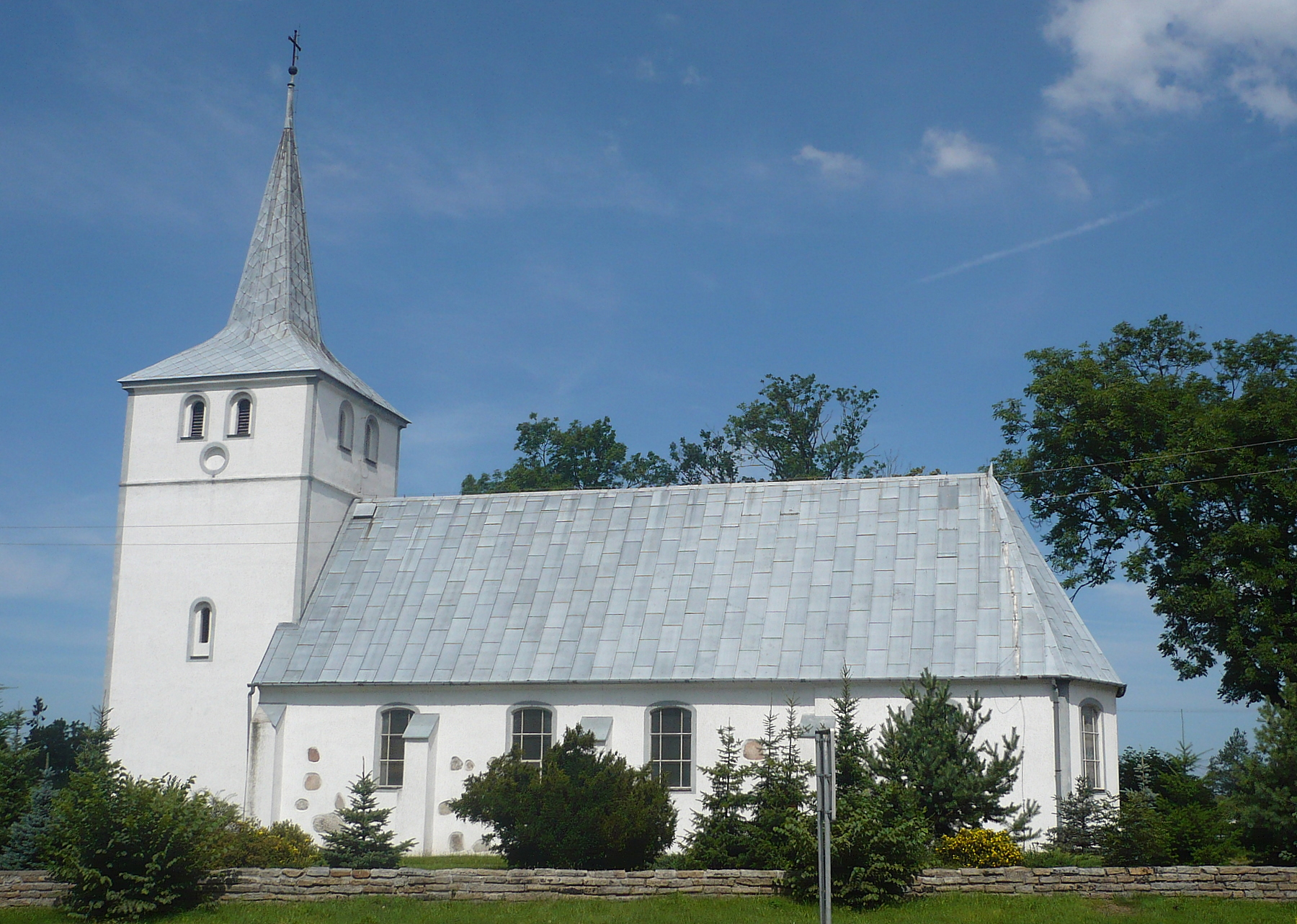
Dorfkirche (2008), bis 1945 Gotteshaus der evangelischen Gemeinde Biziker

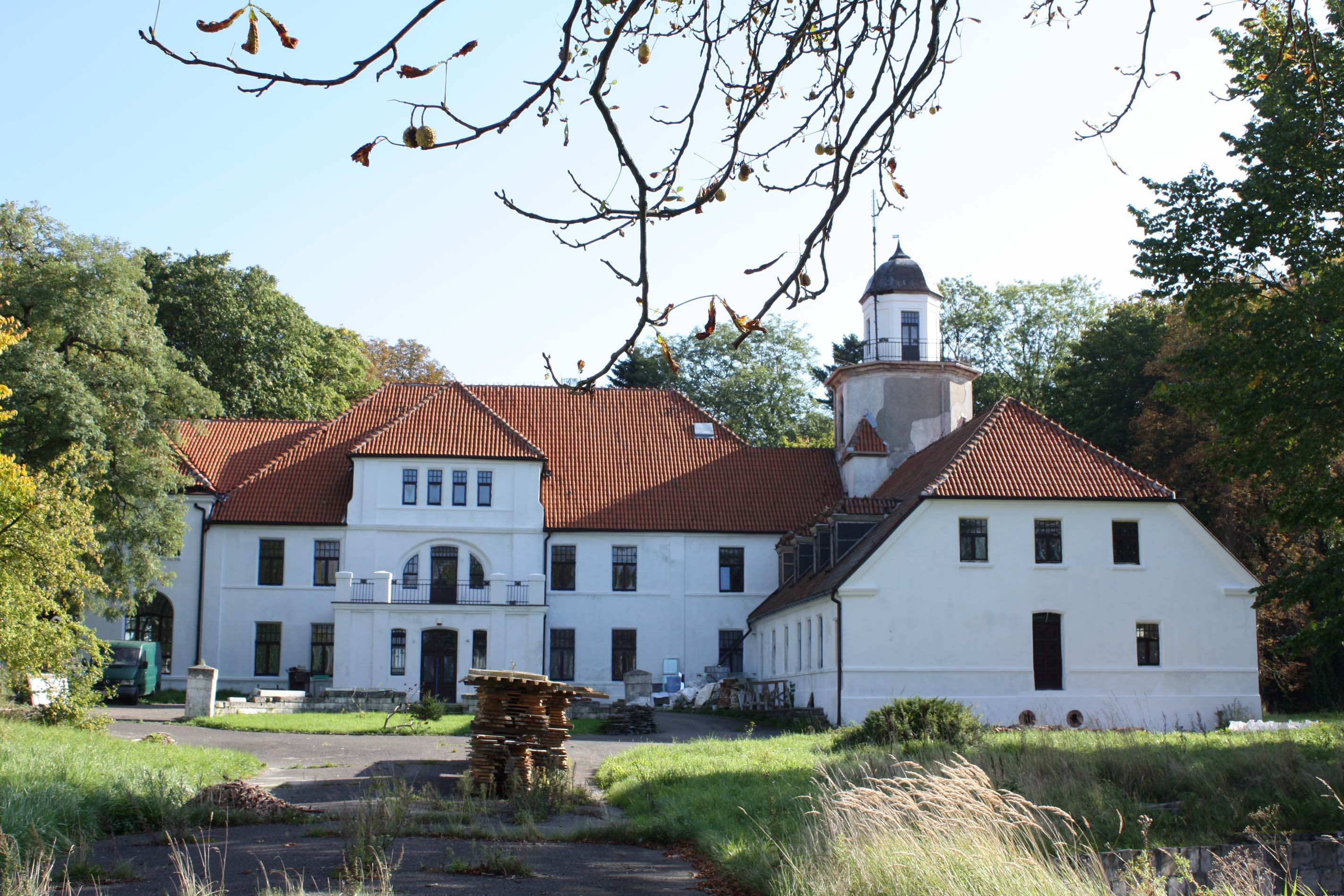
Schloss Biziker (Aufnahme von 2012)

Die beiden Lehen Bitzicker und Crazig hatten sich im 14. Jahrhundert im Besitz der Familie Kranksporn befunden und wurden von dieser zusammen mit dem Schloss Nassow und einigen anderen Gütern an den Camminer Bischof Philipp Lumbach von Rehberg († 1385) verkauft. 1766 kam das Dorf an die Familie von Kameke; 1861 erbte es Otto Bonaventura von Kameke. Ende des 19. Jahrhunderts war das Dorf Eigentum der Familie von Kameke, letzter Gutsherr war Ewald Friedrich Graf von Hertzberg, der das um die Jahrhundertwende erbaute Gut bewohnte und eine Brennerei betrieb.
Bis 1945 bildete Biziker eine Landgemeinde im Landkreis Köslin der preußischen Provinz Pommern des Deutschen Reiches. Zur Gemeinde gehörte auch der Wohnplatz Vorwerk Ernsthof.
Gegen Ende des Zweiten Weltkriegs besetzte im Frühjahr 1945 die Rote Armee die Region. Nach Beendigung der Kampfhandlungen wurde Biziker zusammen mit ganz Hinterpommern seitens der sowjetischen Besatzungsmacht der Volksrepublik Polen zur Verwaltung überlassen. Danach begann die Zuwanderung polnischer Zivilisten. Die Landgemeinde Biziker wurde unter der polonisierten Ortsbezeichnung ‚Biesiekierz‘ verwaltet. In der Folgezeit wurde die einheimische Bevölkerung von der polnischen Administration aus Biziker und dem Kreisgebiet vertrieben. 
Heute ist die Ortschaft Sitz der Gmina Biesiekierz  im  Powiat Koszaliński in der polnischen Woiwodschaft Westpommern (bis 1998 Woiwodschaft Köslin).

### Demographie
| Jahr | Einwohner | Anmerkungen                                                 |
| ---- | --------- | ----------------------------------------------------------- |
| 1818 | 365       | [ 6 ]                                                       |
| 1864 | 587       | am 3. Dezember, Gemeindebezirk und Gutsbezirk zusammen      |
| 1905 | 325       | im Gutsbezirk, in 41 Haushaltungen                          |
| 1910 | 638       | am 1. Dezember, davon 342 im Dorf und 296 auf dem Rittergut |
| 1925 | 634       | davon 632 Evangelische und zwei Katholiken                  |
| 1933 | 600       | [ 11 ]                                                      |
| 1933 | 575       | [ 11 ]                                                      |

Die Ortschaft hat derzeit etwa  970 Einwohner.

## Pflanzenzuchtstation

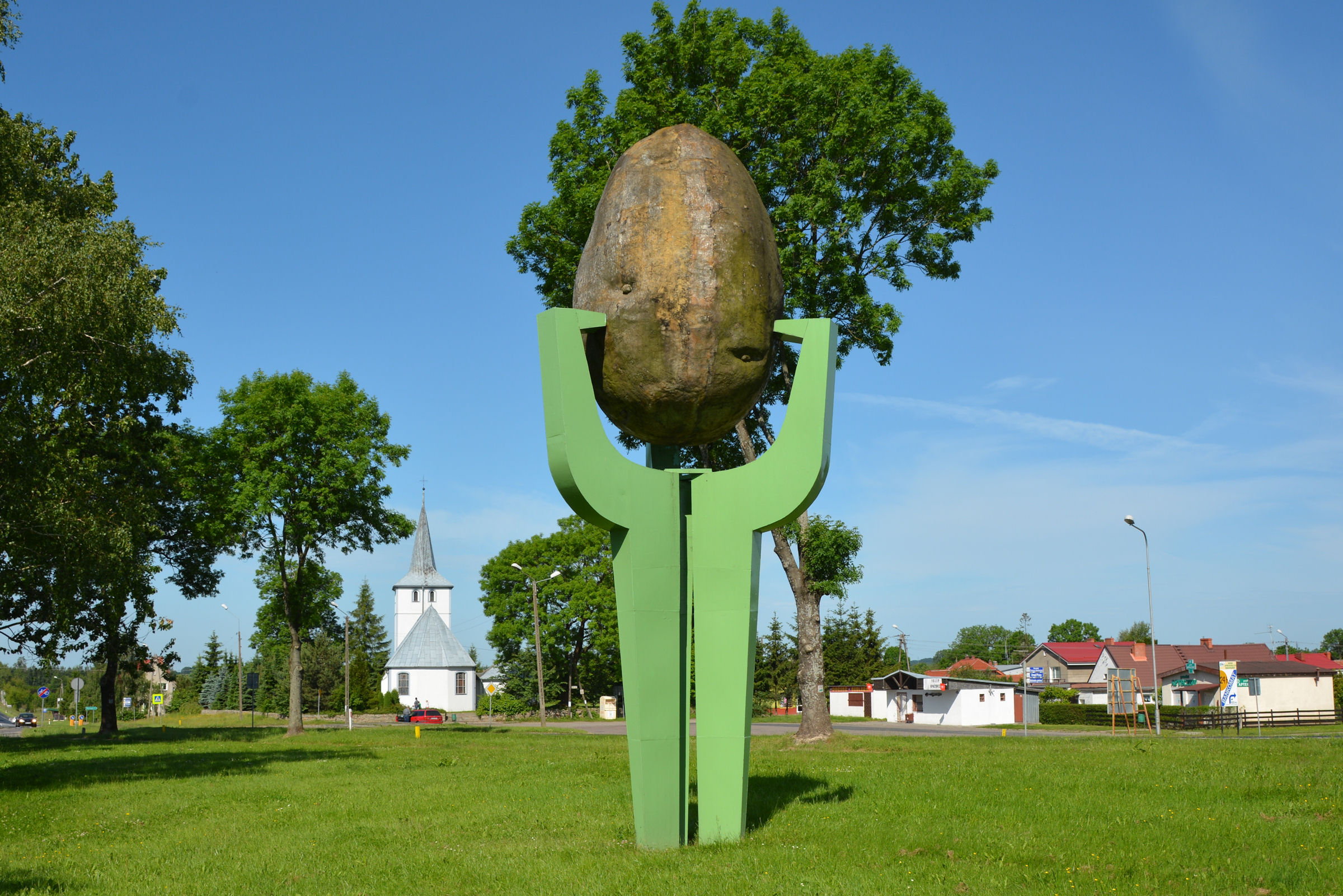
Kartoffel-Monument im Ortszentrum

Ihren Bekanntheitsgrad in neuerer Zeit erlangte die Ortschaft durch die hier gezüchteten Kartoffelsorten. In der Pflanzenzuchtstation des Dorfes wurden in den 1980er/1990er Jahren neun neue Sorten Kartoffeln gezüchtet. Seitdem ist das Symbol des Ortes die Kartoffel, welche sich auch im Wappen der Landgemeinde wiederfindet.
Im Ortskern steht zwischen Kapelle, Gemischtwarenladen und ehemaliger Diskothek eine Plastik, die eine überdimensionale Kartoffel darstellt (geschaffen von Wiesław Adamski).

## Persönlichkeiten: Söhne und Töchter des Ortes
- Karl Otto von Kameke (1889–1959), deutscher Ministerialbeamter und Politiker
- Martin Kalb (1906–1979), deutscher Kommunist und Widerstandskämpfer gegen den Nationalsozialismus